# Auriporia aurea
Auriporia aurea är en svampart som först beskrevs av Peck, och fick sitt nu gällande namn av Leif Ryvarden 1973. Auriporia aurea ingår i släktet Auriporia och familjen Fomitopsidaceae.   Inga underarter finns listade i Catalogue of Life.